# Lietuvos aidas

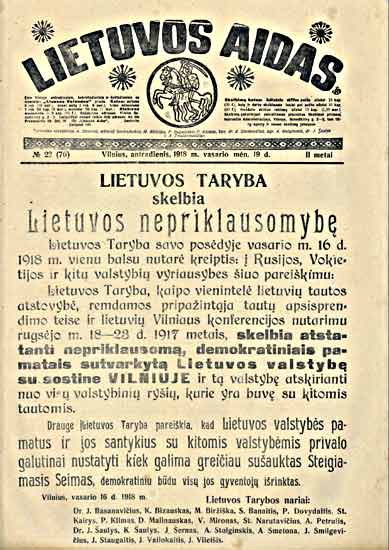
A primeira página do Lietuvos Aidas com o texto da Declaração de Independência da Lituânia. A maioria das cópias foi confiscada por autoridades alemãs.

Lietuvos Aidas (Eco da Lituânia) é um jornal diário na Lituânia.  Foi estabelecido em 6 de setembro de 1917 por Antanas Smetona, e se tornou uma voz semi-oficial do recém-formado governo lituano. Quando o governo evacuou de Vilnius para a capital temporária, Kaunas, ele parou de ser publicado. O jornal foi revivido em 1928 e se tornou o mais popular da Lituânia, mas a Segunda Guerra Mundial acabou com sua publicação. Em 1990, após a Lituânia declarar independência da União Soviética, o jornal novamente se tornou o jornal oficial do Conselho Supremo da República da Lituânia. No curso da década, perdeu leitores e estava enfrentando dificuldades financeiras em 2007.